# Luci Tuti Cerealis
Luci Tuti Cerealis (en llatí Lucius Tutius Ceralis) va ser un magistrat romà del segle ii.
Va ser nomenat cònsol en temps de l'emperador Trajà l'any 106, juntament amb Ceioni Còmmode. Plini el Jove esmenta a Tutius Cerealis com a consularis en una de les seves cartes escrita el 99 el que indicaria que ja havia estat cònsol sufecte en aquesta data.